# 6e étape du Tour d'Espagne 2006
Pour un article plus général, voir Tour d'Espagne 2006.
La 6e étape du Tour d'Espagne 2006 a eu lieu le 31 août 2006 entre la ville de Zamora et celle de León sur une distance de 155 km. Elle a été remportée au sprint par le Norvégien Thor Hushovd (Crédit agricole) devant deux Allemands André Greipel (T-Mobile et Erik Zabel (Milram). Danilo Di Luca (Liquigas) termine dans une petite cassure à cinq secondes et conserve son maillot doré de leader du classement général.

## Profil et parcours
Une étape typique de la première semaine de course d'un Grand Tour, sans aucune difficulté recensée. Cette étape compte deux sprints intermédiaires à Villarin de Campos (km 34) et Mansilla de las Mulas (km 156,6). Une étape réservée aux sprinteurs.

## Déroulement

### Récit
L'échappée du jour est signée du Français Mathieu Claude mais ce sont finalement les sprinteurs qui s'expliquent. Thor Hushovd s'impose enfin après trois secondes places dans les étapes précédentes.

### Points distribués
| Premier   | Mathieu Claude France     | 4 pts |
| Second    | Francisco Ventoso Espagne | 2 pts |
| Troisième | Thor Hushovd Norvège      | 1 pt  |

| Premier   | Francisco Ventoso Espagne | 4 pts |
| Second    | Luis León Sánchez Espagne | 2 pts |
| Troisième | David Millar Royaume-Uni  | 1 pt  |

## Classement de l'étape
| \| Classement de l'étape \| Classement de l'étape \| Classement de l'étape \| Classement de l'étape \| Classement de l'étape \| \| Coureur \| Coureur \| Pays \| Équipe \| Temps \| \| --------------------- \| --------------------- \| --------------------- \| --------------------- \| --------------------- \| \| 1er \| Thor Hushovd \| Norvège \| Crédit Agricole \| 4 h 09 min 10 s \| \| 2e \| André Greipel \| Allemagne \| T-Mobile \| + 0 s \| \| 3e \| Erik Zabel \| Allemagne \| Team Milram \| + 0 s \| \| 4e \| Alessandro Petacchi \| Italie \| Team Milram \| + 0 s \| \| 5e \| Danilo Napolitano \| Italie \| Lampre-Fondital \| + 0 s \| \| 6e \| Bernhard Eisel \| Autriche \| La Française des jeux \| + 0 s \| \| 7e \| Luca Paolini \| Italie \| Liquigas \| + 0 s \| \| 8e \| Stuart O'Grady \| Australie \| CSC \| + 0 s \| \| 9e \| Aliaksandr Usau \| Biélorussie \| AG2R Prévoyance \| + 0 s \| \| 10e \| Francisco Ventoso \| Espagne \| Saunier Duval-Prodir \| + 0 s \| |                     |             |                       |                 |
| |                     |             |                       |                 |
| |                     |             |                       |                 |
| Classement de l'étape |                     |             |                       |                 |
| Coureur | Coureur             | Pays        | Équipe                | Temps           |
| 1er | Thor Hushovd        | Norvège     | Crédit Agricole       | 4 h 09 min 10 s |
| 2e | André Greipel       | Allemagne   | T-Mobile              | + 0 s           |
| 3e | Erik Zabel          | Allemagne   | Team Milram           | + 0 s           |
| 4e | Alessandro Petacchi | Italie      | Team Milram           | + 0 s           |
| 5e | Danilo Napolitano   | Italie      | Lampre-Fondital       | + 0 s           |
| 6e | Bernhard Eisel      | Autriche    | La Française des jeux | + 0 s           |
| 7e | Luca Paolini        | Italie      | Liquigas              | + 0 s           |
| 8e | Stuart O'Grady      | Australie   | CSC                   | + 0 s           |
| 9e | Aliaksandr Usau     | Biélorussie | AG2R Prévoyance       | + 0 s           |
| 10e | Francisco Ventoso   | Espagne     | Saunier Duval-Prodir  | + 0 s           |

## Classement général
A la suite de cette étape disputée au sprint et malgré la perte de 5 secondes sur le vainqueur de l'étape dans le final, l'Italien Danilo Di Luca (Liquigas) conserve le maillot or de leader du classement général. Il devance toujours le Slovène Janez Brajkovič (Discovery Channel) de quatre secondes et le Kazakh Andrey Kashechkin (Astana) de 18 secondes.
| \| Classement général \| Classement général \| Classement général \| Classement général \| Classement général \| \| Coureur \| Coureur \| Pays \| Équipe \| Temps \| \| ------------------ \| -------------------------- \| ------------------ \| ------------------------------ \| ------------------ \| \| 1er \| Danilo Di Luca \| Italie \| Liquigas \| 22 h 47 min 11 s \| \| 2e \| Janez Brajkovič \| Slovénie \| Discovery Channel \| + 4 s \| \| 3e \| Andrey Kashechkin \| Kazakhstan \| Astana \| + 18 s \| \| 4e \| Carlos Sastre \| Espagne \| CSC \| + 29 s \| \| 5e \| José Ángel Gómez Marchante \| Espagne \| Saunier Duval-Prodir \| + 35 s \| \| 6e \| Alejandro Valverde \| Espagne \| Caisse d'Épargne-Illes Balears \| + 36 s \| \| 7e \| Manuel Beltrán \| Espagne \| Discovery Channel \| + 55 s \| \| 8e \| Tom Danielson \| États-Unis \| Discovery Channel \| + 58 s \| \| 9e \| Ruggero Marzoli \| Italie \| Lampre-Fondital \| + 59 s \| \| 10e \| Bernhard Kohl \| Autriche \| T-Mobile \| + 1 min 00 s \| |                            |            |                                |                  |
| |                            |            |                                |                  |
| |                            |            |                                |                  |
| Classement général |                            |            |                                |                  |
| Coureur | Coureur                    | Pays       | Équipe                         | Temps            |
| 1er | Danilo Di Luca             | Italie     | Liquigas                       | 22 h 47 min 11 s |
| 2e | Janez Brajkovič            | Slovénie   | Discovery Channel              | + 4 s            |
| 3e | Andrey Kashechkin          | Kazakhstan | Astana                         | + 18 s           |
| 4e | Carlos Sastre              | Espagne    | CSC                            | + 29 s           |
| 5e | José Ángel Gómez Marchante | Espagne    | Saunier Duval-Prodir           | + 35 s           |
| 6e | Alejandro Valverde         | Espagne    | Caisse d'Épargne-Illes Balears | + 36 s           |
| 7e | Manuel Beltrán             | Espagne    | Discovery Channel              | + 55 s           |
| 8e | Tom Danielson              | États-Unis | Discovery Channel              | + 58 s           |
| 9e | Ruggero Marzoli            | Italie     | Lampre-Fondital                | + 59 s           |
| 10e | Bernhard Kohl              | Autriche   | T-Mobile                       | + 1 min 00 s     |

Tom Danielson, a été déclassé par l'UCI.

## Classements annexes
| Classement par points | Classement par points | Classement par points | Classement par points | Classement par points |
| Coureur               | Coureur               | Pays                  | Équipe                | Points                |
| --------------------- | --------------------- | --------------------- | --------------------- | --------------------- |
| 1er                   | Thor Hushovd          | Norvège               | Crédit Agricole       | 94 pts                |
| 2e                    | Erik Zabel            | Allemagne             | Team Milram           | 61 pts                |
| 3e                    | Francisco Ventoso     | Espagne               | Saunier Duval-Prodir  | 59 pts                |
| 4e                    | Stuart O'Grady        | Australie             | CSC                   | 43 pts                |
| 5e                    | Luca Paolini          | Italie                | Liquigas              | 40 pts                |

| Classement par points | Classement par points | Classement par points | Classement par points | Classement par points |
| Coureur               | Coureur               | Pays                  | Équipe                | Points                |
| --------------------- | --------------------- | --------------------- | --------------------- | --------------------- |
| 1er                   | Thor Hushovd          | Norvège               | Crédit Agricole       | 94 pts                |
| 2e                    | Erik Zabel            | Allemagne             | Team Milram           | 61 pts                |
| 3e                    | Francisco Ventoso     | Espagne               | Saunier Duval-Prodir  | 59 pts                |
| 4e                    | Stuart O'Grady        | Australie             | CSC                   | 43 pts                |
| 5e                    | Luca Paolini          | Italie                | Liquigas              | 40 pts                |

| Classement de la montagne | Classement de la montagne | Classement de la montagne | Classement de la montagne | Classement de la montagne |
| Coureur                   | Coureur                   | Pays                      | Équipe                    | Points                    |
| ------------------------- | ------------------------- | ------------------------- | ------------------------- | ------------------------- |
| 1er                       | Danilo Di Luca            | Italie                    | Liquigas                  | 30 pts                    |
| 2e                        | José Miguel Elías         | Espagne                   | Relax-GAM                 | 26 pts                    |
| 3e                        | Benoît Joachim            | Luxembourg                | Discovery Channel         | 26 pts                    |
| 4e                        | Janez Brajkovič           | Slovénie                  | Discovery Channel         | 25 pts                    |
| 5e                        | Pietro Caucchioli         | Italie                    | Crédit Agricole           | 25 pts                    |

| Classement de la montagne | Classement de la montagne | Classement de la montagne | Classement de la montagne | Classement de la montagne |
| Coureur                   | Coureur                   | Pays                      | Équipe                    | Points                    |
| ------------------------- | ------------------------- | ------------------------- | ------------------------- | ------------------------- |
| 1er                       | Danilo Di Luca            | Italie                    | Liquigas                  | 30 pts                    |
| 2e                        | José Miguel Elías         | Espagne                   | Relax-GAM                 | 26 pts                    |
| 3e                        | Benoît Joachim            | Luxembourg                | Discovery Channel         | 26 pts                    |
| 4e                        | Janez Brajkovič           | Slovénie                  | Discovery Channel         | 25 pts                    |
| 5e                        | Pietro Caucchioli         | Italie                    | Crédit Agricole           | 25 pts                    |

| Classement du combiné | Classement du combiné      | Classement du combiné | Classement du combiné | Classement du combiné |
| Coureur               | Coureur                    | Pays                  | Équipe                | Points                |
| --------------------- | -------------------------- | --------------------- | --------------------- | --------------------- |
| 1er                   | Danilo Di Luca             | Italie                | Liquigas              | 11 pts                |
| 2e                    | Janez Brajkovič            | Slovénie              | Discovery Channel     | 18 pts                |
| 3e                    | Andrey Kashechkin          | Kazakhstan            | Astana                | 22 pts                |
| 4e                    | José Ángel Gómez Marchante | Espagne               | Saunier Duval-Prodir  | 31 pts                |
| 5e                    | Carlos Sastre              | Espagne               | CSC                   | 34 pts                |

| Classement du combiné | Classement du combiné      | Classement du combiné | Classement du combiné | Classement du combiné |
| Coureur               | Coureur                    | Pays                  | Équipe                | Points                |
| --------------------- | -------------------------- | --------------------- | --------------------- | --------------------- |
| 1er                   | Danilo Di Luca             | Italie                | Liquigas              | 11 pts                |
| 2e                    | Janez Brajkovič            | Slovénie              | Discovery Channel     | 18 pts                |
| 3e                    | Andrey Kashechkin          | Kazakhstan            | Astana                | 22 pts                |
| 4e                    | José Ángel Gómez Marchante | Espagne               | Saunier Duval-Prodir  | 31 pts                |
| 5e                    | Carlos Sastre              | Espagne               | CSC                   | 34 pts                |

| Classement par équipes | Classement par équipes         | Classement par équipes | Classement par équipes |
| Équipe                 | Équipe                         | Pays                   | Temps                  |
| ---------------------- | ------------------------------ | ---------------------- | ---------------------- |
| 1re                    | Discovery Channel              | États-Unis             | 68 h 08 min 07 s       |
| 2e                     | Astana                         | Espagne                | + 2 min 32 s           |
| 3e                     | Saunier Duval-Prodir           | Espagne                | + 2 min 39 s           |
| 4e                     | Euskaltel-Euskadi              | Espagne                | + 2 min 50 s           |
| 5e                     | Caisse d'Épargne-Illes Balears | Espagne                | + 3 min 25 s           |

| Classement par équipes | Classement par équipes         | Classement par équipes | Classement par équipes |
| Équipe                 | Équipe                         | Pays                   | Temps                  |
| ---------------------- | ------------------------------ | ---------------------- | ---------------------- |
| 1re                    | Discovery Channel              | États-Unis             | 68 h 08 min 07 s       |
| 2e                     | Astana                         | Espagne                | + 2 min 32 s           |
| 3e                     | Saunier Duval-Prodir           | Espagne                | + 2 min 39 s           |
| 4e                     | Euskaltel-Euskadi              | Espagne                | + 2 min 50 s           |
| 5e                     | Caisse d'Épargne-Illes Balears | Espagne                | + 3 min 25 s           |